# Indonemoura fujianensis
Indonemoura fujianensis är en bäcksländeart som beskrevs av Li, W. och Ding Yang 2005. Indonemoura fujianensis ingår i släktet Indonemoura och familjen kryssbäcksländor. Inga underarter finns listade i Catalogue of Life.